# Ana Birchall
Ana Birchall, född 30 augusti 1973 i Mizil, är en rumänsk politiker tillhörande Socialdemokratiska partiet (PSD). Mellan januari 2018 och november 2019 var hon vice premiärminister samt minister för implementering av strategiska partnerskap i regeringen Dăncilă. Mellan 4 januari och 29 juni 2017 var hon biträdande minister för europeiska frågor i regeringen Grindeanu. Under denna perioden var hon även tillförordnad justitieminister under några veckor.
Hon är utbildad jurist med examina från Bukarests universitet, Nicolae Titulescus universitet samt Yale University. Hon började sin karriär som advokat vid White & Case i New York.
Birchalls politiska karriär inleddes 2003 när hon började arbeta för Rumäniens utrikesministerium samt för utrikesutskottet i senaten. 2012 valdes hon in i deputeradekammaren, där hon mellan februari 2015 och december 2016 var ordförande för utskottet för europeiska frågor.